# Noel Gallagher’s High Flying Birds (Album)
Noel Gallagher’s High Flying Birds ist das erste Studioalbum der gleichnamigen Band und gleichzeitig das erste Solo-Studioalbum von Noel Gallagher nach seinem Ausstieg bei Oasis im August 2009. Es erschien am 17. Oktober 2011 auf dem Label Sour Mash. In Gallaghers Heimat Großbritannien erreichte Noel Gallagher’s High Flying Birds die Spitze der Albumcharts, in Deutschland gelangte es auf Platz 11.

## Entstehung
Das Album wurde 2010 und 2011 in verschiedenen Studios in London und Los Angeles aufgenommen. Produziert wurde es von Noel Gallagher und Dave Sardy, der schon bei mehreren Oasis-Alben als Produzent fungierte. Drei der Lieder auf dem Album sind ältere Kompositionen, die Noel Gallagher ursprünglich für Oasis geschrieben hatte. Von (I Wanna Live in a Dream in My) Record Machine und Stop the Clocks kursierten bereits Demo-Versionen im Internet.
Stop the Clocks wurde ursprünglich für das Album Don’t Believe the Truth aufgenommen, wurde aber kurzfristig wieder aus der Tracklist gestrichen. Es war auch der Titel des Best-Of-Albums von Oasis aus dem Jahr 2006, auf dem das Lied jedoch nicht vertreten ist. Das dritte Lied älteren Ursprungs ist Dream On.
Das Coverfoto des Albums wurde von dem Fotografen Lawrence Watson unter dem Dach einer Tankstelle in Beverly Hills mit einer Polaroid-Kamera aufgenommen.

## Stil
Insgesamt bleiben die Lieder auf Noel Gallagher’s High Flying Birds dem Britpop-Sound treu, den Gallagher auch schon bei Oasis prägte. Es gibt aber auch Variationen auf dem Album. So sind in der ersten Single The Death of You and Me etwa Bläser zu hören, die vom Dixieland-Stil aus New Orleans inspiriert sind. Das Lied AKA… What a Life! ist sehr tanzbar und wird von Klavierakkorden anstatt der Gitarre getragen.

## Kritiken
Das Album erhielt insgesamt wohlwollende Kritiken. Bei Metacritic erreichte Noel Gallagher’s High Flying Birds eine Wertung von 69 von 100 möglichen Punkten. Das deutsche Portal laut.de vergab 4 von 5 Punkten und nannte Noel Gallagher’s High Flying Birds „eine Platte voller Intensität und Leidenschaft“. Das Portal Plattentests.de gab Gallaghers Debüt 7 von 10 Punkten und sah in den Liedern Everybody’s on the Run, If I Had a Gun und AKA… What a Life die Highlights des Albums.

## Singles
Die erste, am 21. August 2011 erschienene Single des Albums war The Death of You and Me. Das dazugehörige Video wurde in Los Angeles gefilmt und hatte bereits am 25. Juli 2011 auf der Homepage des New Musical Express seine Premiere. Die zweite Single auf dem europäischen Markt war AKA… What a Life. Im Video zu dem Lied wirkt der mit Gallagher befreundete Komiker Russell Brand mit. In Nordamerika wurde If I Had a Gun als erste Single ausgekoppelt, das in Europa am 26. Dezember 2011 als dritte Single aus dem Album veröffentlicht wurde. Am 12. März 2012 erschien schließlich die vierte Single Dream On.

## Titelliste
1. Everybody’s on the Run – 5:30
2. Dream On – 4:29
3. If I Had a Gun – 4:09
4. The Death of You and Me – 3:29
5. (I Wanna Live in a Dream in My) Record Machine – 4:23
6. AKA… What a Life! – 4:24
7. Soldier Boys and Jesus Freaks – 3:22
8. AKA… Broken Arrow – 3:35
9. (Stranded On) The Wrong Beach – 4:02
10. Stop the Clocks – 5:04